# اشرف قاسم
اشرف قاسم (عربی: أشرف قاسم؛ زادهٔ ۲۵ ژوئیهٔ ۱۹۶۶) بازیکن سابق و مربی اهل مصر است.
از باشگاه‌هایی که در آن بازی کرده‌است می‌توان به زمالک و الهلال عربستان اشاره کرد.

## تیم ملی
وی عضو تیم ملی فوتبال مصر در جام جهانی فوتبال ۱۹۹۰ بوده است.